# 1437

## Събития
- Улуг Бег съставя каталога на звезди Зиджи Султани

## Починали
- 9 декември – Сигизмунд Люксембургски, император на Свещената Римска империя, Крал на Унгария и Моравия